# Tetramorium microps
Tetramorium microps är en myrart som först beskrevs av Mayr 1901.  Tetramorium microps ingår i släktet Tetramorium och familjen myror. Inga underarter finns listade i Catalogue of Life.